# Коропчевський Павло Григорович
Коропчевський Павло Григорович (бл. 1741 — 16.03.1808) — царський чиновник з роду козацьких старшин, віце-губернатор Малоросійської губернії (1797–99). Народився в сім'ї значкового товариша Г.Коропчевського з Конотопської сотні Ніжинського полку (імовірно, у сотенному місті Конотоп). Після закінчення Київської академії (див. Києво-Могилянська академія) з червня 1759 служив канцеляристом: спочатку — в Миргородській полковій канцелярії (див. Полкова канцелярія), а з лютого 1760 — при Генеральній військовій канцелярії. 1768 перебував під слідством за підозрою у зв'язках з ватажками пікінерського полку, в якому відбувалися заворушення (див. Пікінерів повстання 1769—1787). Проте К. вдалося спростувати звинувачення і продовжити службову кар'єру: з квітні 1769 — реєстратор Малоросійської колегії, від січня 1774 — полковий писар, од лютого 1775 — хорунжий (присутній у канцелярії) Генеральної артилерії, з листопада 1777 — бунчуковий товариш, від жовтня 1781 — голова 1-го департаменту Новгород-Сіверського магістрату, від листопада 1794 — голова 1-го департаменту Новгород-Сіверського верхнього земського суду, з жовтня 1796 — голова Новгород-Сіверської палати цивільного суду, від березня 1797 — віце-губернатор Малоросійської губернії, з 1799 — у відставці. Мав російські чини: з липня 1779 — колезького асесора (сухопутного майора), від квітня 1783 — надворного радника (сухопутного підполковника), з жовтня 1793 — колезького радника, від жовтня 1797 — статського радника.
Був членом Новгород-Сіверського гуртка автономістів. Мав широке коло знайомств з українськими автономістами: генералом А.Гудовичем, міністром юстиції, меценатом Д.Трощинським, церковним діячем, архімандритом Мельхіседеком (Значко-Яворським).
У жовтні 1784 К. внесено до 3-ї частини Родовідної книги Новгород-Сіверського намісництва.
Нагороджений орденами св. рівноапостольного кн. Володимира 4-го ст. (1785) і св. Анни 2-го ст. (1799).
Помер у с. Баничі (нині село Глухівського району Сумської обл.). Похований у Батуринському Петропавлівському монастирі.
Частина родинного архіву К. зберігається в Ін-ті рукопису НБУВ.